# Лунка (К.А. Росетти)
Лунка (рум. Lunca) насеље је у Румунији у округу Бузау у општини К.А. Росетти. Oпштина се налази на надморској висини од 44 m.

## Становништво
Према подацима из 2002. године у насељу је живело 1278 становника, од којих су сви румунске националности.